# Церква Благовіщення Пресвятої Богородиці (Городок)
Церква Благовіщення Пресвятої Богородиці — церква у місті Городок Львівської області. Побудована у 1633 році. Є пам'яткою архітектури та має охоронне свідоцтво № 417.

## Історія
Дерев'яну церкву на місті сучасного храму побудували у 1547 році за дозволом короля Сигізмунда І Старого. Земельну ділянку під храм подарував якийсь русин Сенько. у 1633 році городоцький староста Фердинанд Мишковський дозволив замість дерев'яної поставити муровану церкву. у 1869 році стіни по периметру укріпили похилим кам'яним цоколем, а з північної сторони прибудували могутні контрфорси. У 1880-х роках дерев'яні куполи було замінено кам'яними. Пізніше до північної стіни прибудовано каплицю і приміщення, що сьогодні є захристією. Церква викладена із каменю та цегли. Перед Другою світовою війною учні школи Михайла Бойчука розробили проєкт розмалювання церкви, але здійснити його не вдалося. В дещо зміненому варіанті цей проєкт розпису реалізовано у 1950-х роках, але невдовзі його було замальовано і замінено менш художньо вартісним. Тоді ж у храмі споруджено іконостас.
У церкві Благовіщення Пресвятої Діви Марії зберігаються мощі новопроголошеного блаженного УГКЦ священномученика Петра Вергуна (1890–1957), уродженця м. Городка. 

## Галерея

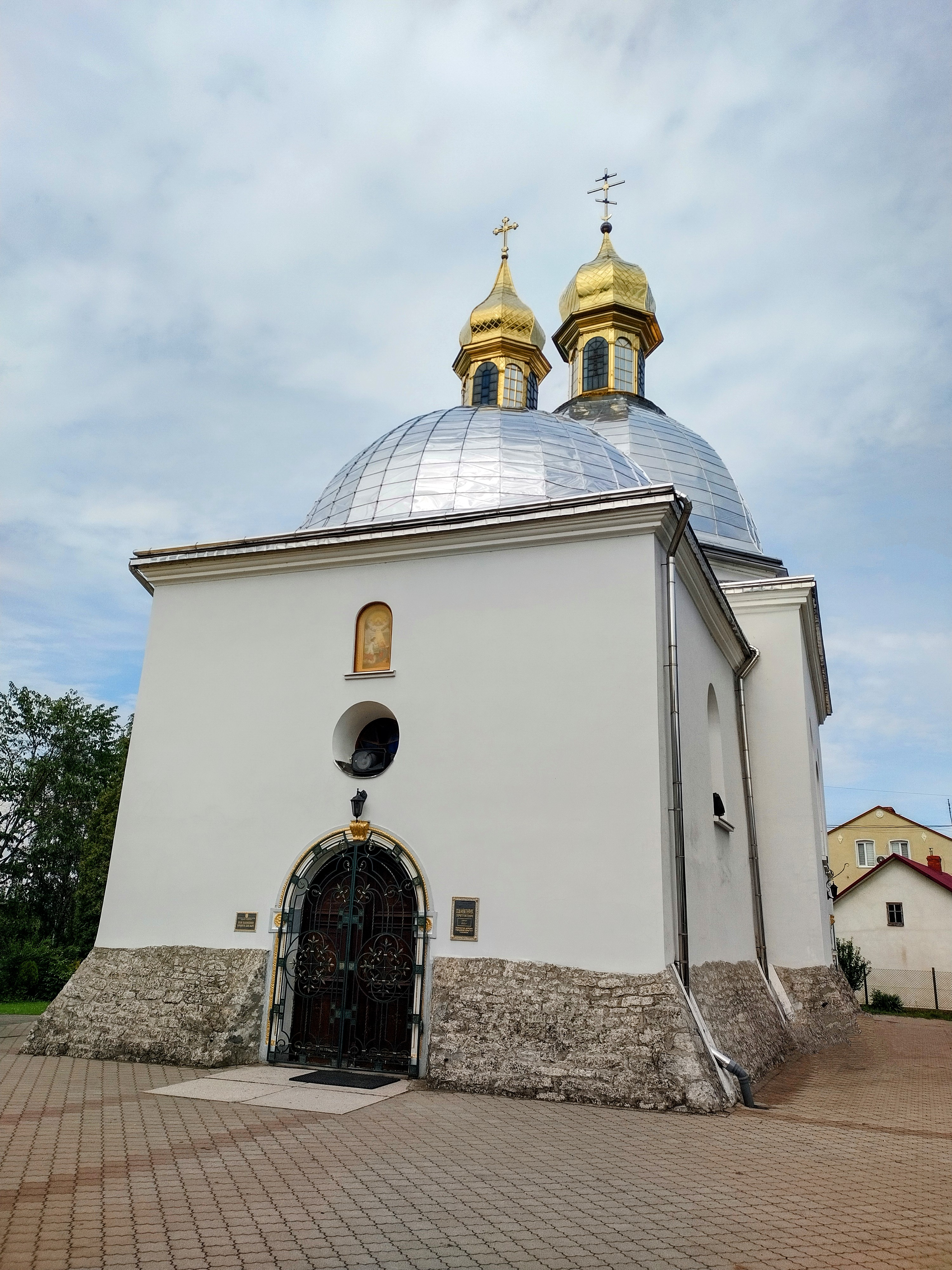
Головний фасад
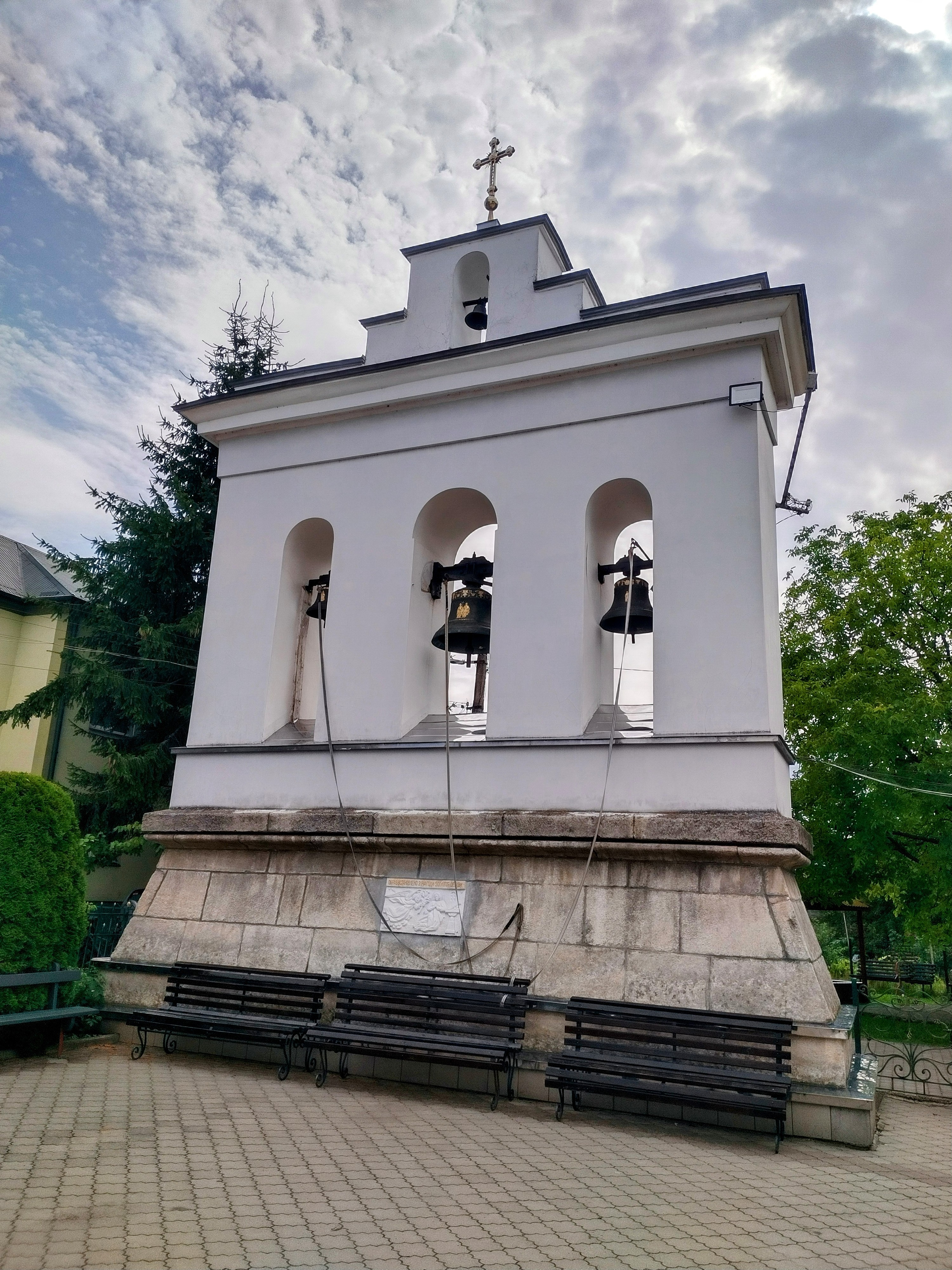
Дзвіниця
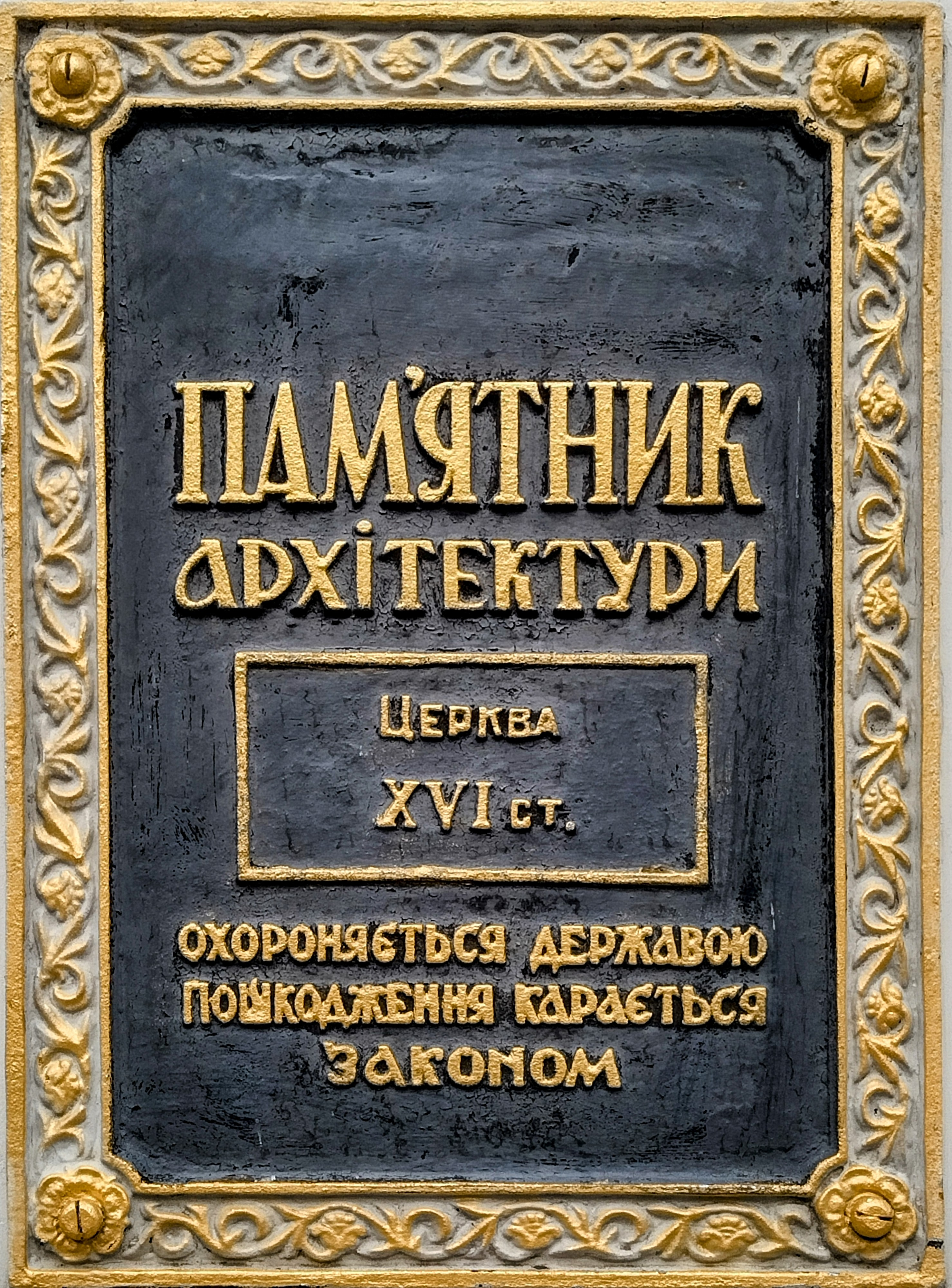
Охоронна дошка